# Майкл Аллен Бейкер
Майкл Аллен Бейкер (англ. Michael Allen Baker; 27 жовтня 1953, Мемфіс) —  американський  астронавт НАСА у званні  капітан. Учасник 4-х польотів на Спейс шаттл — STS-43, STS-52, STS-68 і STS-81. Капітан флоту 1-го класу Сполучених Штатів у відставці, астронавт НАСА і диспетчер програм  Міжнародної космічної станції для різних екіпажів у Космічному центрі імені Джонсона. Він відповідальний за координацію операцій за програмами, інтеграцію і навчання льотного екіпажу, а також підтримку відносин із зарубіжними партнерами. Протягом 4-х польотів провів у космосі 40 діб 5 гоин 3 хвилини і 16 секунд.

## Дитинство
Народився 27 жовтня 1953 року в місті Мемфіс, штат Теннесі, але своїм рідним вважає місто Лемур у Каліфорнії. Активний учасник «Скаутського руху».

## Освіта
- 1971 — закінчив середню школу в місті Лемур.
- 1975 — закінчив  Техаський університет, отримав ступінь бакалавра наук з аерокосмічної техніки.

## Членство в організаціях
- Товариство льотчиків-випробувачів.
- Асоціація військових льотчиків.
- Дослідники ВМФ США.
- Асоціація космічних дослідників.
- Національна асоціація аеронавтів.
- Сієрра Клуб (екологічна організація).
- Ветерани Зарубіжних воєн.
- Член консультативного комітету в Університеті Техасу, факультету «космічна технічка».

## Військова служба
- 1975 — під час навчання в Університеті пройшов програму підготовки офіцерів запасу Військово-морських сил і після закінчення Університету почав службу у Військовому флоті.
- 1977 — пройшов льотну підготовку на авіабазі ВМС США Чейз Філд (NAS Chase Field) в Бівілль (штат Техас) і став морським льотчиком.
- 1978 — отримав призначення в 56-ту штурмову ескадрилью (Attack Squadron 56), що базується на  авіаносці  Мідуей (приписаний до порту Йокосука, Японія) де пілотував штурмовики класу  A7-E Corsair II.
- 1980 — переведений в 30-ті Авіаносне крило (Carrier Air Wing 30) на посаду офіцера зв'язку полку, що забезпечує посадку літаків.
- 1981 — пройшов підготовку в Школі льотчиків-випробувачів ВМС США (англ. US Naval Test Pilot School) на авіабазі Петьюксент-Рівер, штат Меріленд. Отримав призначення в Відділення Оцінки придатності авіаносців (англ. Carrier Suitability Branch) Директорату випробувань штурмових літаків (англ. Strike Aircraft Test Directorate). Проводив випробування по готовності авіаносців до польотів з їх палуби, по катапультируемое зльоту з палуби і примусовою зупинці при посадці, а також зазнавав систему автоматичної посадки на різних авіаносцях ВМС США на штурмовиках A-7.
- 1983 — був переведений в Школу льотчиків-випробувачів ВМФ США як інструктор. Потім за програмою обміну флотськими інструкторами був відряджений до Імперську Школу льотчиків-випробувачів (англ. Empire Test Pilots School) в Боско-Дауні, графство Уїлтшир, Велика Британія. Там він навчав слухачів техніці льотних випробувань.

## Класність
Має понад 5400 годин нальоту на 50 типах літак ів, включаючи літаки із змінною геометрією крила і багатомоторні транспортні літаки. Виконав понад 300 посадок на палубу  авіаносців.

## Космічна підготовка
У червні 1985 року був зарахований до загону астронавтів як пілот 11-м набором НАСА. У серпні 1985 року розпочав навчання за курсом Загальної космічної підготовки (ОКП). Закінчив — у липні 1986 року і отримав кваліфікацію «пілота шаттла» і призначення у Відділ астронавтів НАСА.
З січня 1986 року по грудень 1987 року був членом групи, що займається доробкою і модифікацією системи посадки шаттла, включаючи управління носовою колесом, гальмами, покришками і гальмівним парашут ом для забезпечення більшої безпеки при посадці і рулежке. Був оператором по зв'язку з екіпажем (CAPCOM) в Центрі управління під час кількох польотів шаттла. Працював в Лабораторії електронного устаткування шаттла (Shuttle Avionics Integration Laboratory — SAIL), займаючись перевіркою програмного забезпечення і комп'ютерів. Був керівником групи допоміжного персоналу (Astronaut Support Personnel) в космічному центрі Кеннеді (англ. Kennedy Space Center).
З грудня 1992 року по січень 1994 року працював представником Директорату операцій льотних екіпажів (англ. Flight Crew Operations Directorate) у Відділі програми шатлів (Space Shuttle Program Office). З березня по жовтень 1995 року є координатором НАСА (Director of Operations for NASA) в  Центрі підготовки космонавтів (ЦПК) імені Ю. А. Гагаріна. З жовтня 1997 року до серпня 2001 року працював Директором НАСА за програмою пілотованих польотів у  Росії. Займався питаннями взаємодії між НАСА і російськими космічними корпораціями та центрами.

## Польоти в космос
- STS-43 ( шаттл Атлантіс) — як пілот з 2 по 11 серпня 1991 року. Тривалість польоту — 8 діб 21 годину 22 хвилини 25 секунд.
- STS-52 ( шаттл Колумбія) — як пілот з 22 жовтня по 1 листопада 1992 року. Тривалість польоту — 9 діб 20 годину 57 хвилини 13 секунд.
- STS-68 ( шаттл Індевор) — як командир корабля з 30 вересня по 13 жовтня 1994 року. Тривалість польоту — 11 діб 5:00 47 хвилини 10 секунд.
- STS-81 (шаттл Атлантіс) — як командир корабля з 12 по 22 січня 1997 року. Тривалість польоту — 10 діб 4:00 56 хвилини 28 секунд.

## Нагороди
- Медаль «За бездоганну службу» (США).
- Орден «Легіон пошани».
- Хрест льотних заслуг (США).
- Дві  Медалі «За похвальну службу» (США).
- Медаль за службу національної обороні (США).
- Три медалі — «За участь в експедиційних силах».
- Премія «За участь у битві».
- Медаль «За видатну службу» (НАСА).
- Медаль «За видатне лідерство».
- Медаль «За виняткові заслуги».
- 4  Медалі «За космічний політ».
- 2 Медалі «За участь у морській операції».
- Премія «За далекий похід».
- 1993 рік — названий «Видатним випускником Техаського Університету».

## Сім'я
- Дружина (колишня) Керен Рут Лав. Син — Леслі Енн 05.11.1979. Дочка — Джейн Ешлі 05.06.1982.
- Дружина — Дейдра Мударіен.
- Захоплення — теніс, плавання, туризм та відпочинок на природі, вітрильний спорт.

## Джерело
- Офіційна біографія НАСА [Архівовано 23 листопада 2013 у Wayback Machine.](англ.)